# Урсаки, Игорь Петрович
Игорь Петрович Урсаки (рум. Igor Ursachi, род. 7 июля 1962, Кишинёв) — советский и молдавский футболист, выступавший на позиции полузащитника, и футбольный тренер.

## Игровая карьера
Большую часть игровой карьеры провёл в Молдавии, выступая за кишинёвский «Нистру» и тираспольский «Автомобилист». Один сезон отыграл в одесском СКА, с 1987 по 1996 годы был играющим тренером двух кишинёвских команд — мини-футбольной «Валеологии» и футбольного МХМ-93. Также играл за кишинёвский Молдавгидромаш в чемпионате Молдавской ССР, клубы независимой Молдавии «Молдова» (Боросений-Ной), «Униспорт-Авто», «Локомотив» (Бессарабка) и «Рома» (Бельцы), а также за индонезийский «Матарам Индоцемент» в 1996 году.

## Тренерская карьера
После выступлений в качестве играющего тренера был последовательно главным тренером клубов «Униспорт-Авто», «УЛИМ» и кишинёвской «Дачии» (один из её основателей, тренировал в 1999—2004 годах). В 2004—2006 годах — член тренерского штаба сборной Молдавии, работал в штабах Виктора Пасулько и Анатолия Теслева. В 2006—2007 годах был помощником главного тренера азербайджанского «Хазара», с которым выиграл чемпионат и кубок страны, а в 2007—2008 годах возглавлял молдавскую мини-футбольную сборную. Позже Урсаки работал в Средней Азии, будучи членом тренерских штабов узбекского «Шуртана» и казахского «Атырау». В 2010 году был назначен главным тренером «Тараза» после ухода по собственному желанию Ойрата Садуова.
В клубе «Костулены» работал в 2010—2011 годах, уступив пост Сергею Ботнарашу. Позже возглавлял последовательно кишинёвский «Верис», «Сперанцу» из Крихана Веке и «Олимпию» (Бельцы), в 2014 году возглавил клуб «Интерспорт-Арома», выступавший на момент прихода Урсаки в Дивизии А, а также вернулся ненадолго в «Костулены». В 2014—2015 годах был главным тренером сборной Молдавии U-21, формально занимая пост исполняющего обязанности с 30 декабря 2014 года, и руководил ей на Кубке Содружества 2015, где молдаване заняли 9-е место, не потерпев ни одного поражения. С «Интерспортом» работал во второй половине сезона 2015/2016.
В 2017—2019 годах — главный тренер клуба «Унгень», в 2020 году занимал пост помощника тренера «Кодру» (Лозова) в штабе Симеона Булгару. В сезоне 2021/22 работал в женском украинском клубе «Кривбасс», созданном на базе николаевской «Ники», в штабе молдавского специалиста Алины Стеценко.